# 遺魮
遺魮（学名：Barbus neglectus）為輻鰭魚綱鯉形目鯉科的其中一個種。該物種於1903年由乔治·亚伯特·布兰洁描述，分布於非洲尼羅河流域，體長可達5.4公分，可做為食用魚。

## 扩展阅读
維基物種上的相關：遺魮